# The Leopardess
The Leopardess é um filme de drama mudo produzido nos Estados Unidos e lançado em 1923. Talvez seja um filme perdido.